# 云山农场 (黑龙江)
云山农场是一个位于中华人民共和国黑龙江省鸡西市虎林市的农场，亦是黑龙江省农垦牡丹江管理局所属的一个农场。
云山农场建于1957年5月，八五〇农场于云山建立畜牧场，1958年又组建一分场。1962年8月，将云山畜牧场和一分场合并，改为云山农场。1968年6月，组建黑龙江生产建设兵团，编为第四师第三十九团。1976年2月，撤销生产建设兵团，恢复云山农场。地处三江平原，北靠完达山，南部为七虎林河、穆棱河冲积平原。总面积470平方公里，总人口1.2万人。

## 行政区划
云山农场下辖以下单位：
云山场直社区、云山农场第一管理区、云山农场第二管理区、云山农场第三管理区、云山农场第四管理区、云山农场第五管理区、云山农场第六管理区、云山农场第七管理区、云山农场第八管理区、云山农场第九管理区和云山农场第十管理区。